# Schloss Autenried

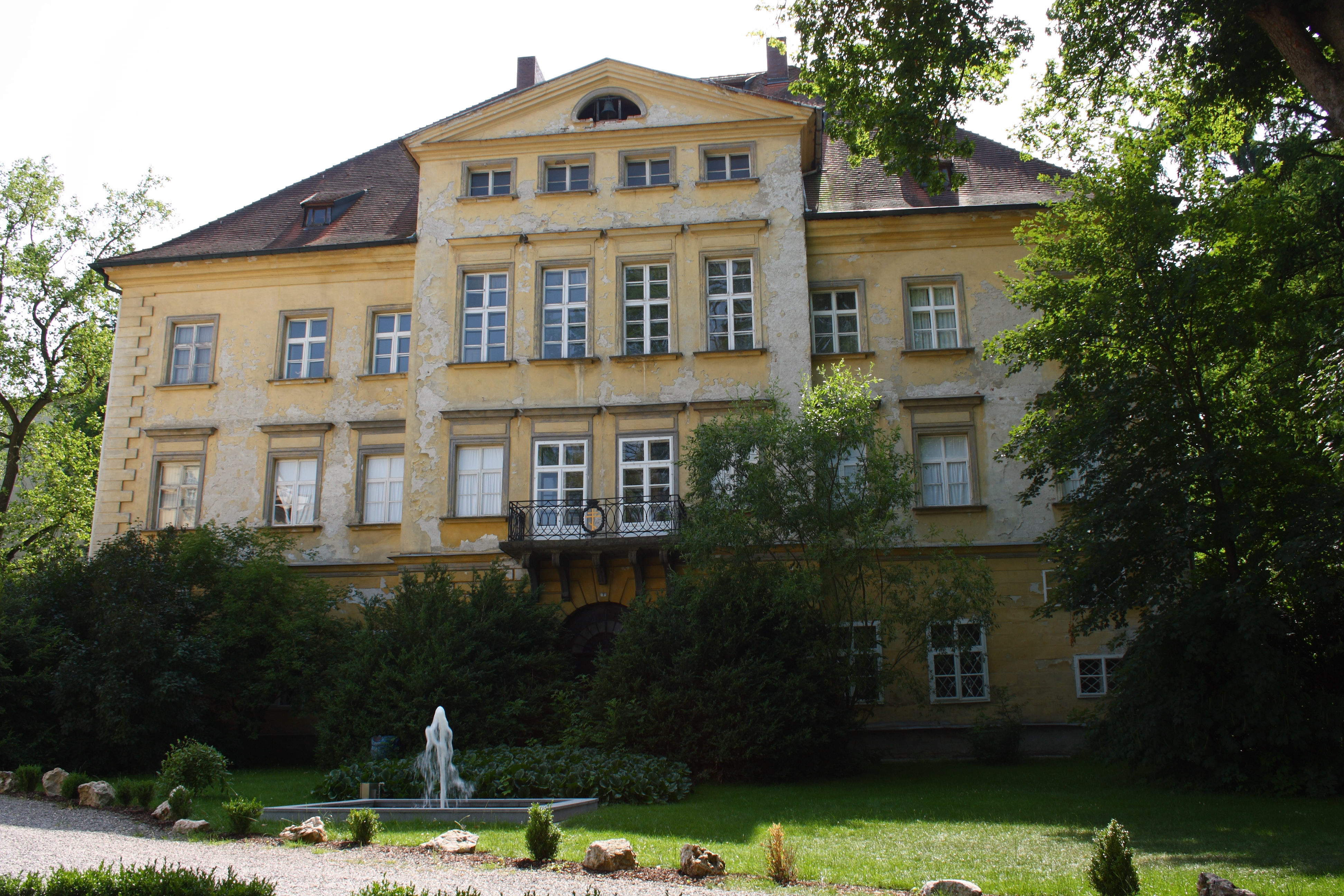
Schloss Autenried

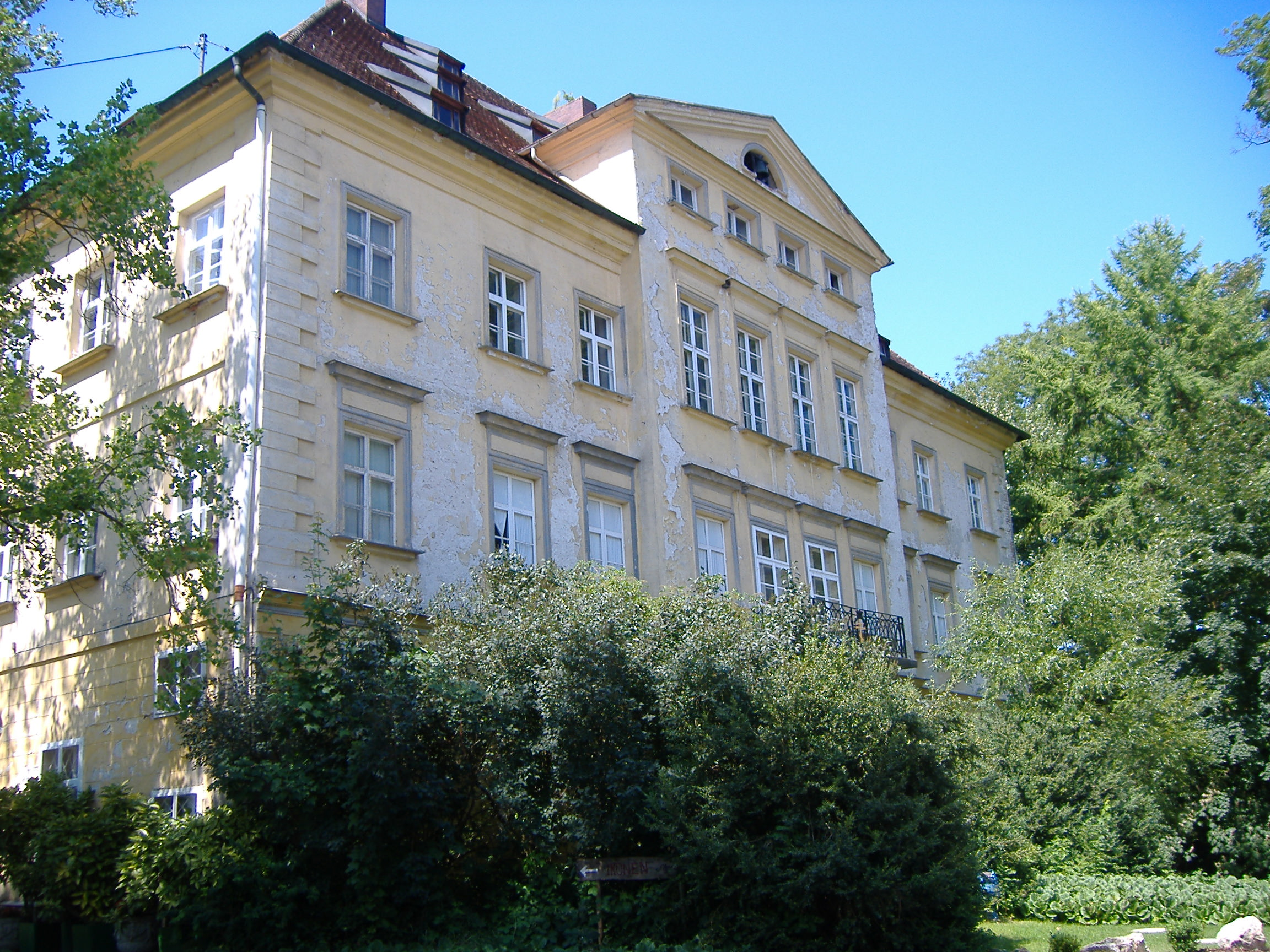
West-/Südfront des Schlosses

Das Schloss Autenried ist ein herrschaftliches Gebäude in Autenried, einem Ortsteil der Stadt Ichenhausen im Landkreis Günzburg in Bayern. Es wurde Anfang des 18. Jahrhunderts errichtet und beherbergt das älteste und größte Ikonenmuseum Deutschlands und einen Brauereigasthof mit Hotel.

## Lage
Das Schloss befindet sich im Hopfengartenweg 2 am östlichen Ortsrand von Autenried, einem Stadtteil von Ichenhausen in Schwaben in Bayern.

## Geschichte
Das heutige Schloss geht zurück auf eine Burg, die zum Hochstift Augsburg gehörte. Von der Burg ist nichts mehr erhalten.
Josef Anton Eusebius von der Halden erwarb die Grundherrschaft durch Heirat der Witwe des Vorbesitzers Philipp Friedrich von Lapière. 1708/11 ließ der damalige Besitzer Freiherr von der Halden den alten Herrensitz abreißen. Die Baukosten des Schlosses beliefen sich auf 4508 Gulden, 5 Kreuzer und 5 Heller.
Baumeister war Johann Georg Reiner aus Ichenhausen. Die großzügige Anlage verleiht dem Schloss Residenzcharakter.
1771 ging der Besitz an die Herren von Lasser über. Nächste Besitzer waren die von Lassberg.
1805 unterzogen die neuen Besitzer von Reck die Umgestaltung der Fassade im klassizistischen Stil.
1959 erwarb die Orthodoxe Kirche von Deutschland mit Bischof Boris Rothemund das Anwesen und gründete das Ikonenmuseum mit dem Slavischen Institut der Universität München.
Das Schloss gehört heute der griechisch-orthodoxen Gemeinde der Diözese München der „Orthodoxen Metropolie von Aquileia und Westeuropa“.

## Beschreibung
Das Hauptgebäude des Schlosses ist ein dreigeschossiger Walmdachbau mit einer Grundfläche von 19 × 29 Metern. Die Schaufassade im Osten hat einen vierachsigen überhöhten Mittelrisalit mit einem flachen Tympanon. Die Gartenfassade im Westen hat einen Zwerchgiebel.

## Ikonenmuseum
Seit 1959 ist im Schloss Autenried das Ikonenmuseum des Slawischen Instituts München und der orthodoxen Gemeinde von Autenried untergebracht.
Es beherbergt etwa 2000 Ikonen und 500 kunstgewerbliche Objekte und ist damit das größte seiner Art außerhalb der slawischen Länder und Griechenlands. Der relativ kleine Museumsbestand der fünfziger Jahre wurde in der nachfolgenden Zeit durch großzügige Stiftungen, Legate und Zukäufe erweitert.
Der Museumsbestand reicht vom Frühchristentum bis zur Gegenwart, mit dem Hauptgewicht auf dem 16., 17., 18., und 19. Jahrhundert. größtenteils Ikonen und Gegenstände aus dem Zarenreich und aus dem griechischen Raum. Gezeigt werden über Ikonen und kunstgewerblichen Exponate: Goldschmiedearbeiten, Bronzegüsse, Stickereien und kirchliche Gewänder, Holzschnitzereien, Elfenbeinarbeiten, Handschriften, sowie eine Spezialsammlung alter kirchenslawischer Drucke. Zusätzlich ist eine mehrere tausend Blatt umfassende Graphiksammlung ikonografischer Motive vorhanden. Gezeigt werden auch ein Dutzend Ikonen mit Silberüberfängen, so genannte Okladen, die mit über 1.000 Perlen reich verziert sind.
Die Ausstellungsstücke stammen aus dem Gebiet des ehemaligen byzantinischen Reiches, aus Russland, dem Balkan und aus dem christlichen Orient (Äthiopien, dem koptischen Ägypten, dem palästinischen Gebiet, sowie aus Armenien und Georgien). Bei regelmäßig stattfindenden Sonderausstellungen werden turnusmäßig Objekte aus dem Magazin gezeigt, darunter Pergamenthandschriften, Grafiken und ähnliches.

## Wissenschaftliche Museumsbibliothek
Es handelt sich um eine Präsenzbibliothek. Sammelgebiete sind Kunst-, Kulturgeschichte, Theologie und Volkskunde des christlichen Ostens sowie frühe kirchenslavische Drucke.
Den Grundstock bildeten die in München lagernden Bücher theologischen und kunstgeschichtlichen Inhalts der Trägerinstitution, des Slavischen Instituts e. V. Seit der Museumsgründung wurden gezielt Neuerscheinungen der Ikonenliteratur und Kataloge von Ikonenausstellungen angekauft. Es wurde versucht, dieses spezielle Sammelgebiet durch Ankäufe antiquarischer Bestände aus dem 19. und aus der ersten Hälfte des 20. Jhs. zu vervollständigen. In den Fächern Kunst- und Kulturgeschichte, Theologie und Volkskunde der orthodoxen Länder und des christlichen Ostens ist die Bibliothek ausreichend bestückt. Die neueste Literatur des Sammelgebietes wird laufend erworben, Bücher aus der Zeit vor 1900 werden nur gelegentlich gekauft.
Neben gezielten Einzelankäufen wurden auch kleine Bestände an Büchern aus dem Nachlass von Privatbibliotheken, aufgelösten alpenländischen Pfarrbibliotheken sowie in Antiquariaten aus säkularisierten Klosterbibliotheken, vor allem Ausgaben des 16. bis 19. Jahrhunderts, erworben. Mitteleuropäische Werke bilden hier den Hauptteil. Es gelangten auch einige Bände aus der Privatbibliothek König Ottos von Griechenland (1815–1867) in die Bibliothek. Bei einem Gesamtbestand von ca. 25.000 Bände einschließlich gebundener Zeitschriftenjahrgänge besitzt die Bibliothek etliche Handschriften, 2 Inkunabeln, ca. 3500 Drucke aus dem Zeitraum von 1500 bis 1800 und ca. 4000 Titel aus dem 19. Jahrhundert
Inkunabeln
Die Inkunabeln sind in lateinischer Sprache. Aus dem 16. Jahrhundert sind ca. 150 Titel vorhanden, vorwiegend in Latein. Bis 1700 sind ca. 350 Titel vorhanden, hauptsächlich in lateinischer, aber auch in deutscher, französischer, altgriechischer und kirchenslavischer Sprache. Aus dem 18. Jahrhundert besitzt die Bibliothek ca. 3000 Titel in Latein, Deutsch, Englisch, Französisch, Holländisch, Italienisch, Russisch, Altgriechisch und Kirchenslavisch. Bei den ca. 4000 Titeln aus dem 19. Jahrhundert sind die Sprachen die nämlichen wie im 18. Jahrhundert, ergänzt durch Chinesisch und Sanskrit.
Drucke
Die Drucke des 16. Jhs. sind hauptsächlich theologischen Inhalts oder Ausgaben der Werke antiker Schriftsteller. Das früheste russische Buch der Bibliothek stammt, laut Druckerangabe, aus dem Jahre 7063 (1555 nach Christi Geburt). Es ist ein Psalter mit einem Anhang von liturgischen Texten. Dieses Psalmenbuch zählt zu den frühesten kirchenslavischen Drucken im Zarenreich. (Die erste von Russen betriebene Druckerei, von Iwan Fedorow und Pjotr Mstislawez in Moskau, wurde 1564 errichtet. Vorher gab es nur ein einziges von Russen gedrucktes Buch, ein in Moskau hergestelltes Evangeliar aus dem Jahr 1556. Die wenigen kirchenslavischen Werke vor 1564 sind von Ausländern hergestellt und teilweise auch im Ausland gedruckt worden.) Es hat einige in Renaissanceformen gehaltene ornamentale Titelvignetten. Gebunden ist es in einen mit Renaissancemotiven versehenen Ledereinband, dessen Rücken später (im 19. Jahrhundert?) erneuert wurde. Aus dem späten 16. Jahrhundert sind, meist zweifarbig, Evangelienbücher für den liturgischen Gebrauch aus der Offizin des Kiewer Höhlenklosters vorhanden.
Die Drucke des 17. Jhs. umfassen die Gebiete Theologie, Liturgica und Geschichte. Im 18. Jahrhundert kommen zu diesem Themenkomplex noch Literatur, Philosophie, Reiseliteratur und Erbauungsbücher, im 19. Jahrhundert Kunst- und Kulturgeschichte hinzu. Als Beispiele seien genannt Sieur de Villefore, Les vies des SS. Peres d'occident et d'orient (Paris 1708–1711), mit zahlreichen Kupferstichen; John King, The Rites and Ceremonies of the Greek Church in Russia (London 1772), mit Kupferstichen von P. Mazell. Ein Moskauer Druck von 1787 enthält das umfangreichste im Druck erschienene kirchenslavische Nikolausleben sowie den Kanon, einen liturgischen Gesang zu Ehren des Heiligen. Altmeister der Ikonenforschung sind ebenfalls in der Bibliothek vertreten, wie Nikodim Kondakov, Ikonographie der Gottesmutter (2 Bde., russisch, St. Petersburg 1911). Sondersammlungen
Graphische Sammlung
Der Bibliothek angegliedert ist eine graphische Sammlung, welche Aquarelle, Handzeichnungen, Holzschnitte, Kupferstiche, Radierungen, Lithographien, Stahlstiche, Holzstiche und frühe Photographien umfasst. Das Hauptgewicht liegt auf religiöser Graphik, aber auch Ansichten von Klöstern und Kirchen, Städten und Landschaften aus den orthodoxen Ländern sind vorhanden. Die Mehrzahl der Blätter ist abendländischer Provenienz. Ein spezielles Sammelgebiet sind Heiligenabbildungen auf kleinen Andachtsbildern. Kupferstichwerke religiösen Inhalts des 18. Jhs., welche ikonographisch seltene Darstellungen in der Illustration aufweisen, bilden ebenfalls eine Sondersammlung. Als Beispiel seien genannt die Biblia ectypa mit 666 Kupferstichen von Christoph Weigel ca. 1700, und die Historiae Biblicae Veteris et Novi Testamenti mit 100 szenen- und detailreichen Kupferstichen von den Gebrüdern Klauber (Augsburg 1748).

## Kirche
Im Erdgeschoss des Oberen Schlosses ist eine kleine orthodoxe Kirche eingerichtet, die von einer Gemeinde genutzt wird, die zur orthodoxen Metropolie von Aquileia und Westeuropa gehört und aus griechischen, deutschen und anderen Christen besteht. Sie wird von Bischof Jakobus Puckett geleitet.

## Niederes Schloss
Östlich des Schlosses liegt das etwa 500 Jahre alte „Niedere Schloss“. 2009 wurde es von den Besitzern der Schlossbrauerei Autenried restauriert und zu einem Niedrigenergie-Hotel mit 26 Zimmern, Sauna und Dampfbad umgebaut. Dabei wurde die historische Bausubstanz weitgehend erhalten. Die Bayerische Landesstiftung förderte die Sanierung und den Umbau.
Der historische Dachstuhl des Niederen Schlosses beherbergt ein Brauereimuseum. Dort wird mit Exponaten und Schautafeln anschaulich dargestellt, wie früher in Schwaben Bier gebraut wurde.